# Canton du Luc
Le canton du Luc est une circonscription électorale française située dans le département du Var et la région Provence-Alpes-Côte d'Azur.

## Géographie
Ce canton est organisé autour du Luc dans les arrondissements de Draguignan, Toulon et Brignoles. Son altitude varie de 52 m (Le Cannet-des-Maures) à 776 m (Collobrières).

## Histoire
Par décret du 27 février 2014, le nombre de cantons du département est divisé par deux, avec mise en application aux élections départementales de mars 2015. Le canton du Luc est conservé et s'agrandit. Il passe de 4 à 11 communes.

## Représentation

### Conseillers généraux de 1833 à 2015
| Période       | Période          | Identité                                                 | Étiquette                            | Qualité |
| ------------- | ---------------- | -------------------------------------------------------- | ------------------------------------ | --- |
| 1833          | 1842             | Jean Baptiste Louis Bertrand Baron de Sivray (1764-1850) |                                      | Général de brigade en retraite au Luc |
| 1842          | 1848             | Honoré Emmanuel Baliste                                  |                                      | Officier de santé Directeur des postes au Luc |
| 1848          | 1850 (décès)     | Jean Baptiste Louis Bertrand Baron de Sivray             |                                      | Général de brigade en retraite |
| 1850          | 1851             | Joseph Charles Sigismond Méric                           |                                      | Confiseur |
| 1851          | 1861             | Louis Giraud                                             |                                      | Fabricant-tanneur et négociant au Luc |
| 1861          | 1867             | Fortuné Joseph Aube                                      |                                      | Notaire - Maire du Luc |
| 1867          | 1871             | Albert Maurel                                            | Républicain                          | Docteur en médecine - Maire du Luc |
| 1871          | 1880             | Lucien Marius Denis Pellegrin                            | Républicain                          | Docteur en médecine à Toulon |
| 1880          | 1886             | Victor Baliste                                           | Républicain                          | Notaire, maire du Muy |
| 1886          | 1888 (décès)     | Pierre Clément                                           | Républicain                          | Rentier à Draguignan |
| 1888          | 1892             | Victor Maurel                                            |                                      | Ingénieur civil, Le Luc |
| 1892          | 1898             | Victor-Silvain Méric (fils de Joseph Méric)              | Socialiste                           | Ingénieur civil à Toulon |
| 1898          | 1919             | Joseph Collomp                                           | Socialiste Révolutionnaire puis SFIO | Premier adjoint au Maire de Draguignan |
| 1919          | 1920 (décès)     | Louis Brunet                                             |                                      | maire du Luc |
| 1920          | 1924 (démission) | Gabriel Barbarroux (1876-1947)                           | SFIC                                 | Pharmacien Conseiller municipal de Marseille |
| 1924          | 1934 (décès)     | Aimé Mouriès                                             | PRS indépendant                      | Directeur des PTT en retraite à Vidauban, conseiller d'arrondissement                                                                                             |
| 1934          | 1940             | Gabriel Barbarroux                                       | SFIO                                 | Pharmacien à Marseille Maire du Luc (1936-1940) |
|               |                  |                                                          |                                      | |
| 1943          | 1945             | Edouard de Colbert (1894-1971)                           |                                      | Lieutenant-colonel de réserve Maire du Cannet-des-Maures Membre de la Commission administrative départementale (1940-1943) Nommé conseiller départemental en 1943 |
|               |                  |                                                          |                                      | |
| 1945          | 1947 (décès)     | Gabriel Barbarroux                                       | SFIO                                 | Ancien maire du Luc |
| 1948          | 1952 (décès)     | Marcel Mouriès (1888-1952, fils d'A.Mouriès)             | SFIO                                 | Médecin ophtalmologiste Maire de Vidauban (1944-1952) |
| 1er mars 1953 | 1978 (décès)     | Pierre Gaudin                                            | SFIO puis PS                         | Agriculteur - Député (1962-1977) - Sénateur (1977-1978) Adjoint puis Maire du Luc                                                                                 |
| 1978          | 1992             | Jean-Louis Dieux (1941-2007)                             | PS                                   | Maître d’éducation physique Maire du Luc |
| 1992          | 1998             | Norbert La Rosa                                          | RPR puis UDF                         | Chirurgien-dentiste Maire du Luc |
| 1998          | 2007 (décès)     | Jean-Yves Gosse                                          | PS                                   | Professeur Adjoint au Maire du Luc (1978-1989) |
| 2007          | 2011             | Alain Fabre                                              | DVG puis PS                          | Agriculteur retraité Conseiller municipal et ancien maire (1983-2008) du Cannet-des-Maures                                                                        |
| 2011          | 2015             | Claude Pianetti                                          | UMP                                  | Entrepreneur de pompes funèbres Maire de Vidauban (depuis 1995) Elu en 2015 dans le Canton de Vidauban                                                            |

### Conseillers d'arrondissement (de 1833 à 1940)
| Période                                  | Période          | Identité                          | Étiquette   | Qualité |
| ---------------------------------------- | ---------------- | --------------------------------- | ----------- | --- |
| 1833                                     | 1836             | M. Truc                           |             | |
| 1836                                     | 1842             | M. Baliste                        |             | Directeur des postes, Le Luc                                                                                |
| 1880                                     | 1886             | Paul Bangillon                    | Républicain | Maire du Cannet                                                                                             |
| 1886                                     | 1892             | Édouard David                     |             | |
| 1892                                     | 1893 (décès)     | François-Pons Liotard (1840-1893) | Socialiste  | Propriétaire à Vidauban                                                                                     |
|                                          |                  |                                   |             | |
|                                          | 1896 (démission) | Marius Henry                      |             | Retraité de la Compagnie des Chemins de fer PLM, Vidauban                                                   |
|                                          |                  |                                   |             | |
| 1901                                     | 1916             | Jules Mouriès (1875-1916)         | SFIO        | Employé de chemins de fer, Vidauban Mort pour la France à Chattancourt (Meuse)                              |
| 1916                                     | 1919             | siège vacant                      |             | |
| 1919                                     | 1924             | Aimé Mouriès (frère du précédent) | Soc.ind.    | Inspecteur départemental de l'enseignement technique et industriel à Vidauban                               |
| 1924                                     | 1925             | Angelin Rebuffel (1867-1950)      | PC-SFIC     | Entrepreneur de peinture à Vidauban                                                                         |
| 1925                                     | 1937             | Émile Pelepol (1884-1959)         | SFIO        | Viticulteur, maire du Luc                                                                                   |
| 1937                                     | 1940             | Joseph Fenouil (1870-1952)        | PC-SFIC     | Cultivateur, conseiller municipal du Luc, révoqué en 1939 (décrets Daladier)                                |
| 1940                                     |                  |                                   |             | Les conseils d'arrondissement ont été suspendus par la loi du 12 octobre 1940 et n'ont jamais été réactivés |
| Les données manquantes sont à compléter. |                  |                                   |             | |

### Conseillers départementaux depuis 2015
| Période élective | Période élective | Mandat | Mandat   | Identité         | Nuance | Nuance | Qualité                                                                               |
| ---------------- | ---------------- | ------ | -------- | ---------------- | ------ | ------ | ------------------------------------------------------------------------------------- |
| 2015             | 2021             | 2015   | 2021     | Christine Amrane |        | UDI    | Maire de Collobrières (depuis 2001) Présidente du Syndicat mixte du Massif des Maures |
| 2015             | 2021             | 2015   | 2021     | Dominique Lain   |        | LR     | Cadre supérieur Maire du Luc (depuis 2020)                                            |
| 2021             | 2028             | 2021   | en cours | Christine Amrane |        | UDI    | Conseillère sortante                                                                  |
| 2021             | 2028             | 2021   | en cours | Dominique Lain   |        | LR     | Conseiller sortant                                                                    |

### Résultats détaillés

#### Élections de mars 2015
À l'issue du 1er tour des élections départementales de 2015, deux binômes sont en ballottage : Sylvie Salabert-Rohrer et Pascal Verrelle (FN, 44,92 %) et Christine Amrane et Dominique Lain (Union de la Droite, 38,02 %). Le taux de participation est de 50,75 % (13 839 votants sur 27 268 inscrits) contre 49,77 % au niveau départemental et 50,17 % au niveau national.
Au second tour, Christine Amrane et Dominique Lain (Union de la Droite) sont élus avec 52,96 % des suffrages exprimés et un taux de participation de 53,87 % (7 197 voix pour 14 690 votants et 27 268 inscrits).

#### Élections de juin 2021
Le premier tour des élections départementales de 2021 est marqué par un très faible taux de participation (33,26 % au niveau national). Dans le canton du Luc, ce taux de participation est de 34,32 % (10 059 votants sur 29 311 inscrits) contre 33,03 % au niveau départemental. À l'issue de ce premier tour, deux binômes sont en ballottage : Christine Amrane et Dominique Lain (DVD, 47,9 %) et Geoffrey David et Virginie Fevre (RN, 41,91 %).
Le second tour des élections est marqué une nouvelle fois par une abstention massive équivalente au premier tour. Les taux de participation sont de 34,36 % au niveau national, 36,4 % dans le département et 37,96 % dans le canton du Luc. Christine Amrane et Dominique Lain (DVD) sont élus avec 57,52 % des suffrages exprimés (6 112 voix pour 11 131 votants et 29 320 inscrits),,. 

## Composition

### Composition avant 2015

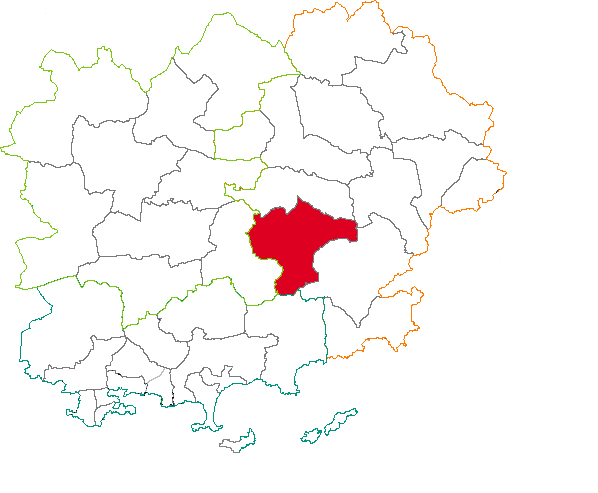
Situation du canton du Luc dans le département du Var avant 2015.

Le canton du Luc regroupait 4 communes.
| Nom                  | Code Insee | Codepostal | Superficie (km2) | Population (dernière pop. légale) | Densité (hab./km2) |
| -------------------- | ---------- | ---------- | ---------------- | --------------------------------- | ------------------ |
| Le Luc (chef-lieu)   | 83073      | 83340      | 44,16            | 9 874 (2012)                      | 224                |
| Le Cannet-des-Maures | 83031      | 83340      | 73,64            | 4 187 (2012)                      | 57                 |
| Les Mayons           | 83075      | 83340      | 28,86            | 644 (2012)                        | 22                 |
| Vidauban             | 83148      | 83550      | 73,93            | 10 908 (2012)                     | 148                |

### Composition depuis 2015
Le canton du Luc regroupe désormais 11 communes entières.
| Nom                            | Code Insee | Intercommunalité                 | Superficie (km2) | Population (dernière pop. légale) | Densité (hab./km2) | Modifier                                    |
| ------------------------------ | ---------- | -------------------------------- | ---------------- | --------------------------------- | ------------------ | ------------------------------------------- |
| Le Luc (bureau centralisateur) | 83073      | CC Cœur du Var                   | 44,16            | 11 124 (2022)                     | 252                | modifier les données · modifier les données |
| Besse-sur-Issole               | 83018      | CC Cœur du Var                   | 37,19            | 3 123 (2022)                      | 84                 | modifier les données · modifier les données |
| Cabasse                        | 83026      | CC Cœur du Var                   | 45,49            | 1 985 (2022)                      | 44                 | modifier les données · modifier les données |
| Le Cannet-des-Maures           | 83031      | CC Cœur du Var                   | 73,64            | 4 866 (2022)                      | 66                 | modifier les données · modifier les données |
| Collobrières                   | 83043      | CC Méditerranée Porte des Maures | 112,68           | 1 813 (2022)                      | 16                 | modifier les données · modifier les données |
| Flassans-sur-Issole            | 83057      | CC Cœur du Var                   | 43,68            | 3 661 (2022)                      | 84                 | modifier les données · modifier les données |
| La Garde-Freinet               | 83063      | CC du golfe de Saint-Tropez      | 76,64            | 1 848 (2022)                      | 24                 | modifier les données · modifier les données |
| Gonfaron                       | 83067      | CC Cœur du Var                   | 40,42            | 4 349 (2022)                      | 108                | modifier les données · modifier les données |
| Les Mayons                     | 83075      | CC Cœur du Var                   | 28,86            | 625 (2022)                        | 22                 | modifier les données · modifier les données |
| Pignans                        | 83092      | CC Cœur du Var                   | 34,87            | 4 767 (2022)                      | 137                | modifier les données · modifier les données |
| Le Thoronet                    | 83136      | CC Cœur du Var                   | 37,53            | 2 636 (2022)                      | 70                 | modifier les données · modifier les données |
| Canton du Luc                  | 8309       |                                  | 575,16           | 40 797 (2022)                     | 71                 | modifier les données                        |

## Démographie

### Démographie avant 2015
| 1962  | 1968  | 1975   | 1982   | 1990   | 1999   | 2006   | 2011   | 2012   |
| ----- | ----- | ------ | ------ | ------ | ------ | ------ | ------ | ------ |
| 7 560 | 8 711 | 10 529 | 12 474 | 15 965 | 18 621 | 22 758 | 24 913 | 25 613 |

### Démographie depuis 2015
En 2022, le canton comptait 40 797 habitants, en évolution de +4,64 % par rapport à 2016 (Var : +4,98 %, France hors Mayotte : +2,11 %).
| 2013   | 2018   | 2022   |
| ------ | ------ | ------ |
| 37 552 | 39 456 | 40 797 |